# Јошинобу Минова
Јошинобу Минова (јап. 箕輪 義信; 2. јун 1976) бивши је јапански фудбалер.

## Каријера
Током каријере играо је за Џубило Ивата, Кавасаки Фронтале и Консадоле Сапоро.

## Репрезентација
За репрезентацију Јапана дебитовао је 2005. године.

## Статистика
| Јапан  | Јапан | Јапан |
| Год.   | Ута.  | Гол.  |
| ------ | ----- | ----- |
| 2005   | 1     | 0     |
| Укупно | 1     | 0     |